# Тернопільські театральні вечори
«Тернопільські Театральні Вечори» — перший український стаціонарний театр у Тернополі, діяв від вересня 1915 до червня 1917.
Організатор і перший керівник (також режисер, композитор, хормейстер і балетмейстер) Лесь Курбас, з березня 1916 Микола Бенцаль. Склад театру спочатку був: 6 професійних акторів, 15 аматорів, оркестр. Театр працював у приміщеннях товариства «Сокіл» (нині — кінопалац), будинку «Міщанського братства» (нині — обласна філармонія).
Театр був співініціаторомо і учасником Шевченківських свят, вшанування пам'яті Івана Франка, концертів, культурних заходів у місті Збараж, містечках Гримайлів (нині смт Гусятинського району) та Підволочиськ (нині смт), інших населених пунктах Тернопільщини, богослужінь із нагоди відкриття української гімназії і народної школи в Тернополі. Актори «Тернопільських театральних вечорів» здійснювали патріотичну аґітаційну роботу серед військовиків-українців царської армії, опікувалися полоненими вояками Леґіону УСС, за що зазнали утисків російських окупац. властей.
Від 18 жовтня 1915 до 6 червня 1917 в театрі було поставлено близько 320 вистав, у колективі- понад 50 осіб. Після вступу до Тернополя німецьких військ «Тернопільські театральні вечори» припинили діяльність, згідно з рішенням загальних зборів театральне майно (гардероб, бібліотеку, музичні інструменти та інше) передали театрові «Руська бесіда» у Львові. Архів «Тернопільських театральних вечорів» зберігається в Національному музеї та музеї НТШ (Львів).

## Історія

Перший театральний будинок у Тернополі, збудований у XVIII ст. На цьому місці зараз стоїть готель «Тернопіль».

«Тернопільські театральні вечори» виникли внаслідок тимчасової ліквідації театру «Бесіди» під час гастролей у Борщові в перші дні російсько-австрійської війни 1914 р. Саме тоді частина чоловічого складу була мобілізована до австрійської армії, а група акторів опинилася у Львові, де в 1916 р. відновили театр «Бесіди» (очолюваний В. Коссаком, К. Рубчаковою); а ті актори, що залишилися на Тернопільщині, зайнятій російською армією (Л. Курбас, М. Бенцаль, Т. Бенцалева, Н. Горленко, Ф. Лопатинська, Г. Юрчакова, І. Рубчак, а з весни 1917 р. С. Стадникова і А. Осиповичева), стали ядром новоствореної Л. Курбасом трупи в Тернополі.

### Приміщення
Появі театру також сприяла і наявність у Тернополі театрально-видовищних приміщень. Був тут досить просторий зал зі сценою на першому поверсі т. зв. «замкового палацу», збудованого наприкінці XVIII ст. (знищений війною 1944 р., стояв над озером біля сучасної будівлі замку: зараз готель «Тернопіль»). У ньому з 1865 р. відбувалися вистави театру «Бесіди», аматорів міста та концерти. Приваблював міщан актовий зал зі сценою у будинку спортивно-культурного товариства «Сокіл» (збудований 1893 р. сьогодні кінотеатр їм. І. Франка, з деякою реконструкцією фоє). Удень у ньому відбувалися гімнастичні вправи гімназистів та спортивні огляди-вечори, а ввечері — вистави мандрівних театрів або концерти. Театрально-концертний зал був і в приміщенні будинку «Міщанського братства». На початку XX ст. більшість театральних вистав відбувалися в залах «Сокола» та «Міщанського братства».
На запрошення Курбаса до Тернополя прибули професійні актори Теодозія Бенцалева (жила тоді з чоловіком у підміському селі Довжанка), Ганна Юрчакова з Теребовлі, дещо пізніше — відома співачка Філомена Лопатинська із сином Фаустом з Копичинець. Зголосилися до театру тернопільські аматори Я. Бортник, В. Калин, Т. Демчук, С. Зубрицький, Т. Ковальський, Ольга Волинець, Софія Брояківська, Марія Кромпівна, Марія Калинівна та інші. Спочатку колектив складався із шести професіоналів, п'ятнадцяти аматорів і оркестру під управою І. Акермана.
Позаяк приміщення «Сокола» і «Міщанського братства», що мали сцени, були зайняті російськими військовими, довелось використовувати сцену кінотеатрів. Був організований з молоді симфонічний оркестр під керівництвом Й. Бамволі.

### Відкриття театру
Для відкриття театру Лесь Курбас підготував «Наталку Полтавку». Перш за все через те, що вона була символічною як перша українська п'єса. З іншого боку, це була чудова музична вистава з участю обдарованих співачок М. Коссак-Чернявської, Ф. Лопатинської, Т. Бенцалевої, вона мала сподобатися всім, навіть запрошеному «воєнному начальству» царської армії з канцелярії Тернопільського генерал-губернатора та повітового управління, і тим «утвердити» дальшу постійну діяльність театру. З цією ж метою вдумливо була випущена афіша прем'єри, в якій підкреслювались участь «видатних артистів» і дозвіл військових властей, що заохочувало до театру і цивільне населення в умовах «комендантської години». Військові пости були повідомлені, що квитки на виставу треба вважати перепусткою для громадян, що повертаються додому в пізній час.
У «Наталці Полтавці» Лесь Курбас грав виборного Макогоненка, Возного грав С. Зубрицький, Наталку — М. Коссак-Чернявська і Ф. Лопатинська, Петра — В. Наливайко.
Вистава пройшла з великим успіхом 18 жовтня 1915 року. Її побачили також солдати й офіцери царської армії, серед яких було чимало українців. Це був перший крок Леся Курбаса на шляху долання численних заборон російських царських властей. На кожну наступну виставу потрібно було брати дозвіл у «воєнного цензора», спочатку афіші друкувалися тільки російською мовою. Пропозицію Л. Курбаса назвати трупу «Тернопільський український театр» було категорично відкинуто, аж після кількох звернень цензор дозволив назвати «Тернопільські театральні вечори».
Успіх вистави «Наталки Полтавки» спричинився до налагодження «знайомства» Л. Курбаса з російською військовою владою Тернополя. Це допомогло Л. Курбасові вирвати з тернопільської тюрми актора Миколу Бенцаля, якому загрожувала смертна кара за видуманий нібито «шпіонаж» на користь австрійської армії.

### Подальші постановки
Над наступною прем'єрою «Ой не ходи, Грицю, та й на вечорниці» Михайла Старицького Л. Курбас (режисер) працював разом з М. Бенцалем (балетмейстер). Курбас блискуче зіграв роль парубка Хоми, «показав на сцені підлість, жорстокість себелюбство і лицемірство персонажа». Ролі Марусі і Гриця виконували Коссак-Чернявська і М. Бенцаль, а Калинівна грала Дарину, Т. Бенцалева — Вустю. Щиру симпатію у глядачів викликали «сценічні дуети» Курбаса і Бенцаля — Дранко і Кукса з вистави «Пошились в дурні» та Скорик і Стецько у «Сватанні на Гончарівці».

Колектив артистів «Тернопільських театральних вечорів». 1916 рік

Лесь Курбас протягом піврічної праці як директор і режисер «Тернопільських театральних вечорів» поставив «Наталку Полтавку», «Циганку Азу» М. Старицького, «Дай серцю волю, заведе неволю» М. Кропивницького, «Хмари» О. Суходольського, «Нещасне кохання» Л. Манька, «Шибеник» А. Коцебу, «Медведя» А. Чехова.
В архіві Тернопільської області в документах «Повітового управління» збереглися фінансові документи, які свідчать про те, як «військова адміністрація Тернополя» 1916 року стягувала податок з культурно-видовищних закладів. Уповноваженого «Міщанського братства» П. Чубатого заставили повернути у повітову казну гроші, які він брав за користування залом від адміністратора «Тернопільських Вечорів» Володимира Наливайка. У протоколі зазначено дні (із 26 грудня 1915 р. по 19 березня 1916 р.), коли Курбас ставив вистави на цій сцені. Це дало змогу встановити, що за півроку Курбас поставив 79 вистав, а також уточнити датування окремих прем'єр. Повітова адміністрація, склавши протокол, взяла від Курбаса пояснювальну «Заяву», яка досі є єдиним збереженим документом-автографом Леся про його театр в Тернополі. Заява написана 10 березня 1916 року і звучить так:
|  | Я, організатор-директор трупи „Тернопільські театральні вечори“ Олександр Степанович Курбас, заявляю, що П. І. Чубатому за зал в „Міщанському Братстві“ виплачуємо по 15 крб. за той вечір, в якому граємо. Було два чи три вечори, що був малий збір, то Чубатий взяв менше 15 крб., але наскільки менше — не пам'ятаю. Олександр С. Курбас |

### Внесок Леся Курбаса

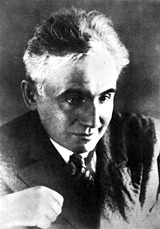

Про працю Леся Курбаса у «Театральних вечорах» розповів згодом у своїх спогадах їх учасник Теофіль Демчук:
|  | …Особливо піклувався Курбас про „молодий нарибок“, багато працював з окремими товаришами не тільки над ролями, але й над їхньою загальною культурою, надихаючи своєю невсипущою працею весь колектив. Тому то під Новий рік ми зложили йому новорічне побажання, заспівали щедрівку „Ходив, походив місяць по небу“ (з п'єси „Ой не ходи, Грицю…“) і подарували срібний годинник. Курбас був дуже зворушений і гаряче дякував нам. …А яка була режисерська робота Курбаса? На першій репетиції він знайомив акторів з авторами п'єси, з епохою, на фоні якої відбувається дія, із суспільними умовами, персонажами твору, накреслював їхні характеристики, звертав увагу на грим, одяг тощо і лише потім розподіляв ролі …Любов до рідного театру, піклування про художній рівень вистав, пошана до авторського тексту, боротьба зі штампами й неприродністю гри, застосування новітніх сценічних засобів — такі характерні ознаки постановок режисера |

Лесь Курбас вже тоді виношував задуми створення свого нового театру, проте усвідомлював, що це зможе реалізувати тільки в Києві, спираючись на випускників Музично-драматичної школи М. Лисенка та інших закладів. 28 березня 1916 року Лесь Курбас виїхав до Києва, до театру Миколи Садовського. Директорство і режисуру «Тернопільських театральних вечорів» він передав М. Бенцалю. Цей мистецький колектив був уже сформований, повний ентузіазму, мав вироблену чітку систему праці й з легкої руки Курбаса, за твердженням актора Т. Демчука, у 1916—1917 рр. театр домігся значних успіхів.
Мар'ян Крушельницький згадує:
|  | Леся Курбаса я вже не застав у „Тернопільських театральних вечорах“, але сліди праці цього талановитого режисера відчувались ще довго у нашій трупі. Курбас за своє коротке перебування навчив усіх працювати. Дав зрозуміти, що тільки працею актора, великою, наполегливою, можна досягти вершин театрального мистецтва. Його завжди згадували всі добрим словом. Театральна молодь ставила Леся Степановича собі за приклад, зберігала і втілювала у сценічній практиці його режисерські настанови. Вже у „Тернопільських театральних вечорах“ були паростки оригінальної „режисерської школи“ Леся Курбаса. Він вимагав від акторів ясного розуміння своїх завдань, строгої фіксації кожної деталі виконання, прагнув граничної виразності та чіткого ліплення мізансцен |

### Театр під дирекцією М. Бенцаля
Другий етап діяльності «Тернопільських театральних вечорів» проходив під дирекцією і режисурою М. Бенцаля. Адміністратором стає Т. Демчук, а членами управи — В. Калин і Я. Сеньків. Тернопіль був розташований поблизу прифронтової російсько-австрійської лінії, але поступово наступало «політичне потепління» у ставленні «воєнних російських властей» до театру. Тут чималу роль зіграли офіцери царської армії українського походження. Траплялися випадки, коли — охочі до співу солдати крадькома забігали за куліси сцени і допомагали хористам у виставах «Вечорниці» Ніщинського та «Назар Стодоля» Тараса Шевченка. Події лютневої революції в Росії 1917 року викликали послаблення цензурного нагляду.
Микола Бенцаль продовжував закладені Курбасом сценічні традиції, зберігав у репертуарі вистави свого попередника, ставив концерти. Прем'єри Бенцаля відзначалися реалістично-поетичним настроєм, музикальністю. Він значно розширив репертуар. «Театральні вечори» мали зв'язки з Київським театром Миколи Садовського. У 1916 р. Садовський радо зустрів тернополян М. Бенцаля і Т. Демчука, допоміг їм драматичними та музичними творами.
У травні 1916 р. з театру вибули до Києва Філомена і Фауст Лопатинські, М. Єлисєєва. На запрошення Бенцаля прибули до театру відомий співак і майстер комічних ролей І. Рубчак з Чорткова (у серпні) та гімназист М. Крушельницький (у вересні) 1916 р.
М. Бенцаль приділяв увагу й музичним виставам. Із приходом до трупи І. Рубчака — знаменитого виконавця ролі Карася, — ставить «Запорожець за Дунаєм», а також оперети «Підгоряни» Вербицького, «Чорноморці» Лисенка, «Пошились в дурні» Кропивницького. За давньою традицією галицького театру Іван Рубчак в антрактах співав «Ой Дніпре мій, Дніпре» Лисенка та жартівливі народні пісні, які тепло сприймали глядачі. Хормейстерами працювали П. Чубатий, з листопада 1916 р. — Пилип Басса, згодом, 1922–1926 рр. відомий педагог Тернопільської гімназії, диригент українського хору в Монреалі (Канада).

### Заходи театру щодо вшанування пам'яті Івана Франка
До першої річниці похоронів Івана Франка у січні 1917 р. поставлено «Украдене щастя».
У головних ролях були зайняті:
- Я. Сеньків — Микола,
- Г. Юрчакова — Анна,
- М. Бенцаль — Гурман,
- В. Калин — селянин Бабич,
- Т. Бенцалева — Настя,
- А. Герасимович — війт,
- Т. Демчук — Шльома.

Давали прем'єри — «Степовий гість» та «Ясні зорі» Грінченка, «Бондарівна» і «Мартин Боруля» Карпенка-Карого, «Назар Стодоля» Шевченка, «Верховинці» Коженьовського, «Молодість» М. Гальбе.
Для вшанування пам'яті Івана Франка театр влаштував похід через місто за участю представників з багатьох повітів, які у козацьких одностроях їхали на конях у маршовій колоні до будинку «Міщанського братства», де відбувся святковий мітинг. Настрої тих днів яскраво відобразив у своїх спогадах М. Бенцаль.
Український студентський кружок при участі «Українського театру» в Тернополі в середу 27 червня 1917 р. у «Міщанському братстві» влаштували концерт з програмою:
1. Лисенко, «Увертюра» до «Чорноморців» (оркестр).
2. Вступне слово — Я. Сеньків.
3. Вахнянин «Наша жизнь» (чол. хор).
4. Франко — Січинський, «Як почуєш вночі» (соло Т. Бенцалева).
5. Шевченко — Нижанківський, «Минули літа молодії» (Т. Бенцалева).
6. Франко — Січинський:
  1. «Непереглядною юрбою»;
  2. «Даремне пісне» (чол. хор).

### Значення в історії галицького театру
Відновлений М. Бенцалем восени 1918 р. «Український театр» у Тернополі (на основі «Театральних вечорів») був перейменований у березні 1919 р. на «Новий Львівський театр» (очолений А. Бучмою, М. Бенцалем, В. Калином). Цей колектив з деякою зміною акторського персоналу проніс свій репертуар і сценічні реалістичні традиції по важких дорогах визвольної війни на Поділлі, Прикарпатті аж до Кам'янця-Подільського і Вінниці, де 28 січня 1920 р. об'єднався (провідні актори А. Бучма, В. Калин, М. Крушельницький, Я. Бортик, Т. Демчук, С. Зубрицький та ін.) з групою колишніх «молодотеатрівців» на чолі з Г. Юрою і заснував новий славнозвісний нині колектив — Київський драмтеатр ім. І. Франка.
«Тернопільські театральні вечори» були першою школою для відомих згодом діячів української сцени — М. Крушельницького, Я. Бортника, В. Калина, Ф. Лопатинського, а Демчук і Сеньків, які згодом стали педагогами, працювали в сезони 20-х рр. у Львівському театрі «Бесіда».

## Актори театру
У складі театральної трупи були актори: М. Чернявська-Костева, Т. Бенцалева, Г. Юрчакова, Ф. Лопатинська й аматори-дебютанти Я. Бортник, Ф. Лопатинський, М. Крушельницький, Т. Демчук, В. Калин та багато ін.
1916 приєдналися І. Рубчак, Я. Сеньків, А. Осиповичева; А. Шеремета; періодично виступала С. Стадникова та ін.
- Теодозія Бенцалева — своїм веселим характером і зовнішніми даними вдало творила образи молодиць, матерів, шинкарок, служниць, вдовиць. Щедрі оплески, як твердять сучасники, вона збирала в ролях Терпелихи («Наталка Полтавка») Палажки («Мартин Боруля»), Ганни («Безталанна»), Рухлі («Наймичка»).
- Ганна Юрчакова була добрим помічником режисера та адміністратора, передавала досвід артистам-початківцям, чимало праці докладала для придбання реквізиту, бутафорії, сама шила етнографічні костюми, вишивала тощо. Успішно справлялась з новими, досить складними ролями — дівочими і характерними образами молодиць — Ярини («Невольник»), Харитини («Наймичка»), Софії («Безталанна») та Анни («Украдене щастя»).
- Студент Ярослав Сеньків, який скоро ввійшов у гроно провідних акторів трупи, зіграв понад 25 ролей. Серед них ролі парубків — Хоми («Ой не ходи, Грицю…»), Микити («Дай серцю волю»), опришка Антона («Верховинці»). Але йому краще вдавалися характерні ролі — збіднілого дворянина Шпака («Шельменко-денщик»), виборного Макогоненка («Наталка Полтавка»), старого козака Коваля («Невільник»), шляхтича Матвія («Степовий гість»).
- Теофіл Демчук майстерно грав епізодичні ролі дідів, батьків, шинкарів, сватів. Був активним і діловим адміністратором, «правою рукою» М. Бенцаля.
- Не відразу себе виявив у «артистичній формі» випускник Тернопільської гімназії Януарій Бортник, який виступав у масовках, епізодичних ролях. Ні під рукою Курбаса, ні Бенцаля він не зміг ї «осідлати» комічних ролей, так і грав других і «третіх» парубків — Дениса («Бондарівна»), Ванька («Циганка Аза»), а також поважних купців, шляхтичів, чиновників, сватів.
- Володимир Калин — добре володів голосом, дикцією, був актором «нутра та оправданих емоцій». Його любили режисери, наділяли його більшими ролями у різних жанрах драматургії. Він зіграв 40 великих і малих ролей. Найбільший успіх мав у ролях Степана («Невільник»), Саврасова («Воскресіння»), писаря Голощука («Кума Марта» Шатковського), Прокопа («Верховинці»), Гершеле («Сатана»), Читав на концертах твори Т. Шевченка, І. Франка. Деякий час очолював при театрі балет-студію народних танців.

«Театральні вечори» були першою школою сценічного мистецтва і для Мар'яна Крушельницького. Прийшов до театру зі своєю нерозлучною скрипкою, спочатку грав в оркестрі, співав у хорі, танцював, а на сцені з'являвся у ролі сільських музикантів. Тут працювали його друзі з гімназійної парти — Я. Бортник А. Герасимович, Т. Демчук, М. Задорожний, В. Калин. Усі любили Мар'яна, тихого, скромного, з мудрим чолом, зосередженого.
Про свої мистецькі успіхи розповідав Мар'ян Крушельницький 1961 року:
|  | Важко судити про ролі, зіграні в «Театральних вечорах». Наскільки зберігає моя пам'ять, то, за тодішніми відгуками публіки і моїх друзів, більш вдало я зіграв Трохима і Омелька у «Мартині Борулі», Турського в «Паливоді XVIII століття», Миколу в «Наталці Полтавці», Івана в «Безталанній», Пафнутія у «Кумі Марті», Нечипора і Кукси у «Пошилися в дурні». У всіх виставах мені давали ролі орендаторів, шинкарів, слуг, бідолашних парубків з відкритою, доброю душею, єврейські типи. Режисер Микола Бенцаль вірно підмітив, що я знайшов своє амплуа у створенні саме таких образів, і був завжди задоволений мною. Всього зіграв тоді на тернопільській сцені близько 30 ролей. На афішах, як і більшість молодих акторів, я виступав під псевдонімом «М. Ворон» |

На цей час був розроблений дирекцією статут «Обов'язки і права членів театру», систематизовано оплату акторам за принципом участі кожного в ролях і виставах.
Навесні 1917 р. колектив поповнився новими акторами — прийшли відома співачка Антоніна Осиповичева, а також аматор зі Збаража Лев Краснопера. Після них «на гостинні виступи» прибула з Києва, з театру М. Садовського, визначна драматична артистка і співачка Софія Стадникова. Вона майстерно зіграла свої найкращі трагедійні ролі — збожеволілої дівчини Калини у виставі «Про що тирса шелестіла» Черкасенка та Марусю Богуславку у драмі Старицького. Ці прем'єри, поставлені Бенцалем у зв'язку з приїздом талановитої виконавиці Стадникової, користувалися успіхом.
В театрі чудово грали комічні ролі Бенцаль, Рубчак і Крушельницький. Концертно йшла вистава «Мартин Боруля» з Бенцалем — Борулею, Рубчаком — Протасієм і Крушельницьким у ролі наймита Омелька. Серед молодих акторів стали виділятися успіхами три молоді артистки — Софія Брояківська (Галина в «Ой не ходи, Грицю…», Мелашка у «Хмарах», Маруся в «Чорноморцях»); Текля Голубівна (Зачепиха в «Дай серцю волю», Аграфена у «Шельменку-денщику», Знахарка в «Підгорянах»); а також Ольга Волинець (Прісінька в «Шельменку-денщику», Мотря у «Степовому гості»). Бенцаль Микола Гнатович відзначався талантом у комедійних виставах як режисер і актор.
Провідні жіночі ролі у виставах драм, комедій й водевілів протягом існування трупи в основному виконували професійні актори, обдаровані голосом сопраністки М. Коссак-Чернявська, Т. Бенцалева (часто у співочому репертуарі), а також у драмі — Г. Юрчакова. Співачка Чернявська була примадонною, чудово грала ролі закоханих сільських дівчат, її образи були завжди художньо завершені, живі, емоційні. Найкраще їй вдавалися ролі лірико-драматичного плану, образи жінок привабливих, щирих, духовно багатих. Драматизм їх гірких переживань вона вміла посилювати вокальними засобами. Великий успіх вона мала у ролях Наталки Полтавки, Марусі («Ой не ходи, Грицю…»), Уляни («Сватання на Гончарівці»), Парані («Верховинці»), Варки («Безталанна») та Ольги («Підгоряни»).

## Репертуар
Репертуар складався з побутових п'єс від І. Котляревського до С. Черкасенка і С. Васильченка.
«Т. Т. В.» обслуговували також українських вояків у російської армії.